# Kindersley (ancienne circonscription fédérale)
Pour les articles homonymes, voir Kindersley (homonymie).
Kindersley fut une circonscription électorale fédérale de la Saskatchewan, représentée de 1917 à 1968.
La circonscription de Kindersley a été créée en 1914 avec des parties de Battleford, Moose Jaw et Saskatoon. Abolie en 1966, elle fut redistribuée parmi Battleford—Kindersley et Swift Current—Maple Creek.

## Députés
1. 1917-1921 — Edward Thomas Wordon Myers, Unioniste
2. 1921-1935 — Archibald M. Carmichael, PPC
3. 1935-1940 — Otto Buchanan Elliott, CS
4. 1940-1945 — Charles Albert Henderson, PLC
5. 1945-1949 — Frank Eric Jaenicke, CCF
6. 1949-1953 — Fred Larson, PLC
7. 1953-1958 — Merv Johnson, CCF
8. 1958-1963 — Robert Hanbridge, PC
9. 1963-1968 — Reg Cantelon, PC

- CCF = Co-Operative Commonwealth Federation
- CS = Parti Crédit social
- PC = Parti progressiste-conservateur
- PLC = Parti libéral du Canada
- PPC = Parti progressiste du Canada